# La Tala
La Tala é um município da Espanha na província de Salamanca, comunidade autónoma de Castela e Leão, de área 12,32 km² com população de 113 habitantes (2007) e densidade populacional de 9,85 hab/km².

## Demografia
| Variação demográfica do município entre 1991 e 2004 | Variação demográfica do município entre 1991 e 2004 | Variação demográfica do município entre 1991 e 2004 | Variação demográfica do município entre 1991 e 2004 |
| --------------------------------------------------- | --------------------------------------------------- | --------------------------------------------------- | --------------------------------------------------- |
| 1991                                                | 1996                                                | 2001                                                | 2004                                                |
| 182                                                 | 151                                                 | 135                                                 | 122                                                 |